# 圣菲洛梅纳 (伯南布哥州)
圣菲洛梅纳是巴西伯南布哥州的一个市镇。总面积843.91平方公里，总人口13930人，人口密度16.5人/平方公里。